# Bahnstrecke Totton–Fawley
| Bahnhof Marchwood (2018) |                      |                                                        |                                                        |
| |                      |                                                        |                                                        |
| Streckenlänge: | 13 km                |                                                        |                                                        |
| Spurweite: | 1435 mm (Normalspur) |                                                        |                                                        |
| |                      |                                                        |                                                        |
| \| \| \| South Western Main Line von Southampton \| \| \| \| Totton \| \| \| \| South Western Main Line nach Bournemouth \| \| \| \| Marchwood (Pers.-Halt: 20. Juli 1925–14. Februar 1966) \| \| \| \| Marchwood Military Port (ab 1943[1]) \| \| \| \| Hythe (Pers.-Halt: bis 14. Februar 1966) \| \| \| \| Hardley Halt (Pers.-Halt: 5. April 1954–5. April 1965) \| \| \| \| Fawley (Pers.-Halt: 20. Juli 1925–14. Februar 1966) \| \| \| \| Fawley-Raffinerie (ab etwa 1920 bis 2016) \| |                      |                                                        |                                                        |
| Strecke |                      | South Western Main Line von Southampton                | South Western Main Line von Southampton                |
| Bahnhof |                      | Totton                                                 | Totton                                                 |
| Abzweig geradeaus und nach rechts |                      | South Western Main Line nach Bournemouth               | South Western Main Line nach Bournemouth               |
| Dienststation / Betriebs- oder Güterbahnhof |                      | Marchwood (Pers.-Halt: 20. Juli 1925–14. Februar 1966) | Marchwood (Pers.-Halt: 20. Juli 1925–14. Februar 1966) |
| Abzweig ehemals geradeaus und nach links · Betriebs-/Güterbahnhof Streckenende und quer |                      | Marchwood Military Port (ab 1943)                      | Marchwood Military Port (ab 1943)                      |
| Haltepunkt / Haltestelle (Strecke außer Betrieb) |                      | Hythe (Pers.-Halt: bis 14. Februar 1966)               | Hythe (Pers.-Halt: bis 14. Februar 1966)               |
| Haltepunkt / Haltestelle (Strecke außer Betrieb) |                      | Hardley Halt (Pers.-Halt: 5. April 1954–5. April 1965) | Hardley Halt (Pers.-Halt: 5. April 1954–5. April 1965) |
| Bahnhof (Strecke außer Betrieb) |                      | Fawley (Pers.-Halt: 20. Juli 1925–14. Februar 1966)    | Fawley (Pers.-Halt: 20. Juli 1925–14. Februar 1966)    |
| Betriebs-/Güterbahnhof Streckenende (Strecke außer Betrieb) |                      | Fawley-Raffinerie (ab etwa 1920 bis 2016)              | Fawley-Raffinerie (ab etwa 1920 bis 2016)              |

Die Bahnstrecke Totton–Fawley, auch Waterside Line genannt, ist eine normalspurige Eisenbahnstrecke von Totton nach Fawley in der englischen Grafschaft Hampshire.
Die Strecke verläuft auf der Westseite des Southampton Water gegenüber der Stadt Southampton und zweigt von der South Western Main Line ab. 40 Jahre lang wurde sie im Personenverkehr betrieben, der jedoch mit Ausnahme von gelegentlichen Museumszügen eingestellt wurde. Die Strecke dient der Versorgung des Marchwood Military Port. Bis 2016 wurde auch die Fawley-Raffinerie mit Güterzügen bedient.
Es gibt Vorschläge, die Strecke mit den drei Stationen in Marchwood, Hythe Town und Hythe & Fawley Parkway wieder zu eröffnen.

## Geschichte
Der erste Vorschlag für eine Eisenbahn auf der Westseite des Southampton Water stammt aus dem Jahr 1860. Im 19. Jahrhundert gab es Pläne für eine Eisenbahnstrecke nach Stone Point (südlich von Fawley), um mit einem Tunnel das Festland mit der Isle of Wight zu verbinden.
Die mit dem Light Railways Act von 1896 bereits 1903 genehmigte Strecke wurde beim Light Railway Commissioner im März 1921 erneut angefragt, und das Verkehrsministerium bekräftigte die Genehmigung am 26. Januar 1922. Die Strecke wurde von der The Totton, Hythe and Fawley Light Railway Company (TH&F) geplant und am 20. Juli 1925 eröffnet. Hintergrund war der Bau der Raffinerie, deren Versorgung ursprünglich durch eine Pipeline zu einem Lagerdepot an den Bahnhöfen Lyndhurst Road oder Beaulieu Road vorgeschlagen wurde.
Die stattdessen gebaute Bahnstrecke zweigt in Totton an der South Western Main Line westlich von Southampton ab, wo die Gleise nach Bournemouth 1,6 km lang parallel zur Abzweigung verlaufen, bevor sie nach Süden abbiegen. Bei einem Treffen zwischen dem Vorstand der TH&F und der London and South Western Railway (L&SWR) am 3. Juli 1922 wurde vereinbart, dass die L&SWR die der TH&F durch die Light Railway Order von 1921 übertragenen Befugnisse und Recht übernehmen sollte. Am 1. März 1923 erteilte das Verkehrsministerium eine Order, wodurch die Rechte, Befugnisse, Privilegien, Pflichten und Pflichten der TH&F auf die L&SWR übergingen. Bereits am 1. Januar 1923 war die L&SWR Teil der Southern Railway geworden, die wiederum 1948 verstaatlicht wurde.

## Betrieb
Der Verkehr expandierte, als die damals größte Ölraffinerie Großbritanniens in den 1920er Jahren in Fawley eröffnet wurde. Die Strecke wurde nach der Verstaatlichung 1948 Teil der British Railways (Southern Region).
In der Anfangszeit verkehrten Dampfzüge, denen ab dem 12. Oktober 1958 dieselelektrische Triebzüge der Bauart „Hampshire 3H“ folgten.
Dem Personenverkehr dienten die Stationen in Marchwood, Hythe und Fawley. Zwischen Hythe und Fawley gab es den Hardley Halt, der am 5. April 1954 für den Berufsverkehr der Raffinerie eröffnet und am 2. April 1965 für den Personenverkehr geschlossen wurde. Obwohl es keine Mitfahr-Beschränkung für einen bestimmten Personenkreis gab, erschien diese Haltestelle nie in den öffentlichen Fahrplänen.
Zum Sommer 1962 wurden die meisten Personenzüge mit Dieseltriebzügen gefahren. Zu diesem Zeitpunkt gab es nur noch drei Züge pro Tag in jede Richtung, die für die Raffineriearbeiter günstig getaktet waren. Tagsüber bestanden Unterbrechungen von bis zu fünf Stunden zwischen den Zügen. Zum Winterfahrplan 1962/63 wurden alle Wochenendzüge eingestellt, Werktags verkehrten nur noch zwei Züge pro Richtung: 6.28 Uhr: Eastleigh–Fawley, 8.00 Uhr Fawley–Southampton, 15.46 Uhr Eastleigh–Fawley und 16.50 Uhr Fawley–Portsmouth Harbour.
Die erste Station, die geschlossen wurde, war Hardley Halt am 5. April 1965, gefolgt von der Gesamtstilllegung von Marchwood und der Einstellung des Personenverkehrs in Hythe und Fawley am 14. Februar 1966.
Die Gütertarifpunkte Hythe und Fawley wurden ab dem 2. Januar 1967 nicht mehr bedient. Die Strecke wurde danach nur noch für den Güterverkehr zur Fawley Refinery (bis 2016) und zum Hafen Marchwood Military Port genutzt.
Im Güterverkehr waren wegen fehlender Wendeeinrichtungen und der unbeschrankten Bahnübergänge nur Tenderlokomotiven zugelassen. Die Güterzüge benötigten bald zwei Lokomotiven. Ab Anfang 1960 beförderten die LSWR H16 die Züge, ab 1962 dann die SR W, ebenfalls in Doppeltraktion. 1964 übernahmen Diesellokomotiven den Betrieb bis nach Fawley.
Nach der Entdeckung von Öl in Dorset Ende der 1970er Jahre wurde dieses in der Nähe von Corfe Castle auf Kesselwagen verladen, die zur Llandarcy-Raffinerie von BP in Südwales fuhren. Ab dem 1. Januar 1986 wurden diese Kesselwagen mit zwei Zügen täglich von Montag bis Freitag nach Fawley befördert. Dazu verkehrten drei Züge pro Woche von Holybourne (in der Nähe von Alton) in Hampshire nach der Erschließung des im Mai 1980 entdeckten Ölfelds Humbly Grove Carless. Den letzten Ölzug beförderte am 1. September 2016 die Class 66 Nr. 66134 von DB Schenker.

## Zukunftsaussichten
Am 16. Juni 2009 gab die Association of Train Operating Companies bekannt, dass sie die Wiedereröffnung des Personenverkehrs bis nach Hythe prüfe, mit der Möglichkeit einer weiteren Verlängerung nach Fawley. Die Vorschläge waren:
- Wiedereröffnung aller ehemaligen Bahnhöfe entlang der Strecke.
- Eine neue Station in Totton namens Totton West, direkt westlich der Abzweigung von der Hauptstrecke.
- Neue Zugverbindungen von Fawley oder Hythe nach Totton und weiter über Southampton Central, Southampton Airport Parkway, Eastleigh, Chandlers Ford und Romsey.[2]

Am 21. Januar 2014 beschloss der Hampshire County Council, die Pläne zur Wiedereröffnung der Linie zurückzustellen und lehnte die Zusage weiterer Mittel für das Programm ab, da ein schlechtes Preis-Leistungs-Verhältnis bestehen würde.
Der letzte Zug, der die Raffinerie bediente, fuhr am 1. September 2016, danach fuhren die Regelzüge nur bis Marchwood, lediglich Sonderfahrten befuhren die Strecke bis zu den Toren der Ölraffinerie Fawley.
Der Hampshire County Council kündigte im November 2017 an, dass er aufgrund der geplanten Wohnbebauung entlang der Waterside und auf dem ehemaligen Kraftwerksgelände von Fawley erneut prüfen werde, ob Personenverkehr rentabel zu betreiben wäre. Im August 2018 wurde bekannt, dass Pläne zur Wiedereröffnung der Strecke wiederbelebt worden waren. Diese schlugen eine halbstündliche Verbindung von Montag bis Samstag von Southampton Central nach Fawley vor. Bis Marchwood würde die Fahrzeit 12 Minuten und die Höchstgeschwindigkeit auf der instandgesetzten Strecke 60 mph (100 km/h) betragen. Die neue Station in Fawley würde „Hythe & Fawley Parkway“ heißen. Im November 2018 kündigte der Hampshire County Council die Streichung der Hythe-Ferry-Subvention an – eine Personenfähre zwischen Hythe und Southampton – obwohl es keine Fortschritte bei dem vorgeschlagenen Eisenbahnprogramm gab.
Am 28. Juli 2020 fuhr die South Western Railway mit einem Sonderzug nach Marchwood, um das Potenzial der Strecke zu demonstrieren. Dies war der erste Reisezug auf der Strecke seit 54 Jahren.
Im Februar 2021 veröffentlichte der Hampshire County Council einen aktualisierten strategischen Plan. In dem Bericht wurden drei neue Bedienungsvarianten vorgeschlagen:
- a) ein Zug pro Stunde zwischen Salisbury oder Romsey und Hythe & Fawley Parkway
- b) ein Zug pro Stunde zwischen Salisbury oder Romsey und Hythe & Fawley Parkway und ein Zug pro Stunde zwischen London Victoria und Hythe & Fawley Parkway
- c) drei Züge pro Stunde zwischen Southampton und Hythe & Fawley Parkway

Dabei würde der Haltepunkt Marchwood wiedereröffnet und eine mögliche Elektrifizierung der Strecke in Erwägung gezogen. Die Station Hythe würde nördlich der bestehenden Station zwischen School Road und New Road in der Nähe der Hythe Library und einer neuen Station namens Hythe & Fawley Parkway verlegt, die sich auf dem Gelände des ehemaligen Hardley Halt befinden würde. Ein lokaler Bus-Shuttle würde von der Station Hythe & Fawley Parkway nach Fawley und zur Wohnsiedlung auf dem ehemaligen Gelände des Kraftwerks Fawley verkehren. Dazu sollen drei Bahnübergänge durch Überführungen ersetzt werden.
Am 24. März 2022 berichtete Railmagazine, dass Network Rail die Wiedereröffnung der Strecke vorantreibt. Die geplante Station Hythe & Fawley Parkway, 3 km südlich von Hythe, wird jedoch nicht errichtet. Network Rail schlug vor, einen Triebzug der Class 158/9 mit zwei Wagen alle 30 Minuten zwischen Hythe und Southampton verkehren zu lassen. Der Vorschlag sollte Ende 2022 beim Verkehrsministerium eingereicht werden, mit Aussicht auf eine Entscheidung Anfang 2024 und den Beginn des Personenverkehrs frühestens 2025.